# Indische goudenregen
De Indische goudenregen (Cassia fistula) of trommelstokkenboom is een plant uit de vlinderbloemenfamilie. 
Het is een tot 18 m hoge boom met een korte stam en een brede, losse kroon. In de bloeiperiode laat de boom vaak wat bladeren vallen, maar deze is nooit lang kaal. De bladeren staan afwisselend geplaatst, zijn tot 50 cm lang en zijn evengeveerd in acht tot zestien deelblaadjes. De deelblaadjes zijn eirond, toegespitst en tot 20 cm lang.
De bloemen groeien in 30-80 cm lange, hangende trossen, die doen denken aan die van de in Europa voorkomende (giftige) goudenregen (Laburnum anagyroides), die echter tot de onderfamilie Papilionoideae behoort. De bloemen zijn circa 4 cm breed en bestaan uit vijf kortgesteelde, licht- tot diepgele kroonbladeren. Het vruchtbeginsel en de onderste drie, groene meeldraden staan omhooggekromd. De vruchten zijn tot 60 cm lange, circa 2 cm dikke, staafvormige peulen die bij rijpheid bruinzwart worden en een rij netjes gestapelde, platte zaden omgeven door kleverig, bruin vruchtvlees bevatten.
De vruchten worden verhandeld onder de namen pijpkassia, trommelstokken of oudemannetjesdrop. Het zoetige vruchtvlees vormt een mild laxeermiddel. Ook wordt het vermengd met water opgedronken. De bloemen kunnen tot een siroop worden verwerkt die ook een laxerende werking heeft. Tevens kunnen de bladeren worden verwerkt in een thee met een mild laxerende werking. In India wordt de bast van de boom gebruikt als looimiddel.
De Indische goudenregen komt oorspronkelijk uit India en Sri Lanka. Het is een nationaal symbool van Thailand en op veel Thaise provinciewapens te zien. Tegenwoordig kan de soort wereldwijd in tropische gebieden worden aangetroffen. De plant wordt veel in tuinen en langs straten aangeplant.

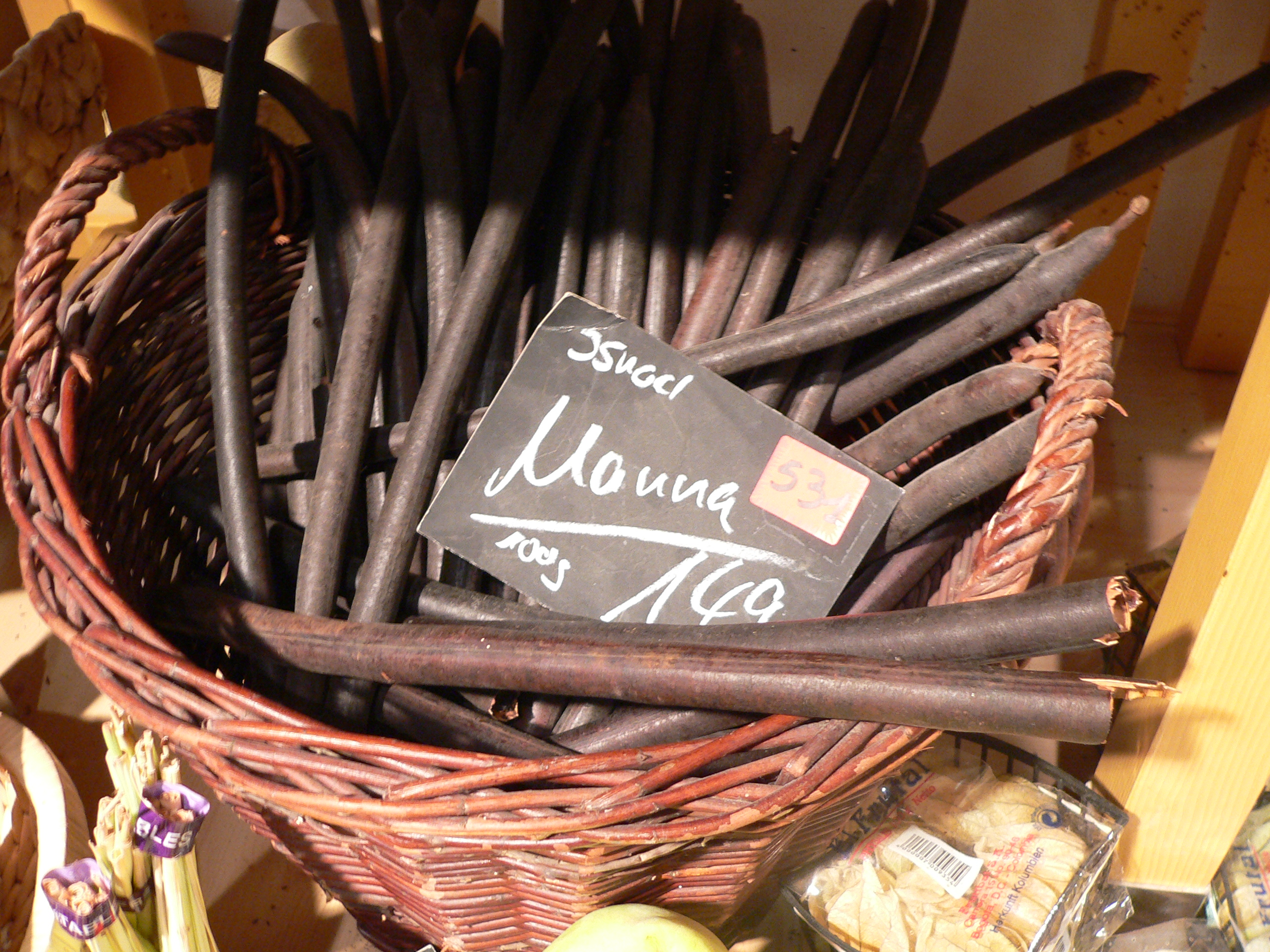
pijpkassia